# In Corpore Sano
«In Corpore Sano» (з лат. — В здоровому тілі) — пісня сербської співачки Констракти, яка була випущена 11 лютого 2022. Ця пісня має представляти Сербію на Євробаченні 2022. Пісня виступала у другому півфіналі, який відбувся 12 травня, після якого змогла кваліфікуватися до фіналу.

## Опис
Констракта подала заявку на участь у Сербському конкурсі «Песма за Евровизију ’22» з ціллю поширити свій трьохсерійний проєкт «Triptih» (Тріптіх), у якому пісня «In Corpore Sano» є частиною на рівні з: «Nobl» та «Mekano».

## Євробачення

### Песма за Евровизију ’22
З двох півфіналів «In Corpore Sano» була виконана у першому півфіналі разом з 17-ма іншими піснями. «In Corpore Sano» Була однією з 9 пісень, які пройшли у фінал конкурсу.
У фіналі, який стався 5 березня, «In Corpore Sano» виграла цей конкурс за результатами так й голосування журі, так й за голосуванням журі, так й за голосуванням телеглядачів, через що ця пісня виграла з максимальним балом (24 бали).
Виступ Констракти був трохи дивним. Увесь виступ співачка мила руки, а її бек-вокалісти, паралельно співаючи, тримали рушники. Але, якщо задуматися, у цієї пісні є сенс. Вона присвятила цю пісню, своєму чоловіку,  який помер під час операції, коли лікар не помив руки. Тоді був скандальний випадок. Ця пісня - сатира на медицину Сербії. Після цієї ситуації, всі зрозуміли, що у цієї пісні є прихований сенс.

### На Євробаченні
За правилами Євробачення, всі країни, крім країни-господарки і країн «Великої п'ятірки»(Іспанія, Німеччина, Велика Британія, Італія, Франція), мають пройти в один з двох півфіналів, щоб пройти до фіналу. Європейська мовна спілка поділила країн-учасниць на 6 кошиків, у яких були країни з сприятливими умовами голосування. 25 січня 2022 року було проведено жеребкування, у якому Сербія пройшла у другий півфінал, який проводився 12 травня 2022. Під час репетицій та самого конкурсу її виступ був як на Песма за Евровизију ’22.
У другому півфіналі пісня змогла кваліфікуватися до фіналу.

## Чарти
| Чарт (2022)                       | Найвища позиція |
| --------------------------------- | --------------- |
| Хорватія(Billboard Croatia Songs) | 1               |